# Eremus decolyi
Eremus decolyi is een rechtvleugelig insect uit de familie Gryllacrididae. De wetenschappelijke naam van deze soort is voor het eerst geldig gepubliceerd in 1900 door Bolívar.